# Isla Bowen

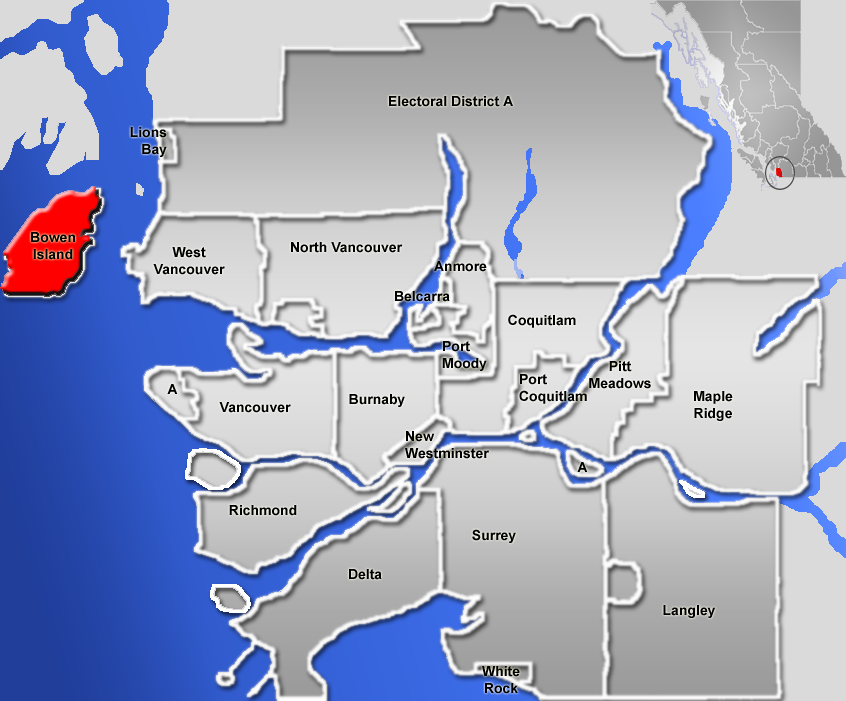
Isla Bowen, ubicación.

La Isla Bowen (en inglés: Bowen Island) es una isla canadiense con la categoría de municipio, en el Distrito Regional del Gran Vancouver, Columbia Británica.
Tiene una forma oval, con aproximadamente 6 km de ancho y 12 km de largo, ubicada en la Sonda de Howe, a una distancia de 6 km de tierra firme, se comunica con la región de Lower Mainland, mediante un servicio de ferry, que parte desde West Vancouver.
Tiene una población de 2.957 habitantes, según el censo de 2001. La isla es un centro vacacional en verano. tiene un área de 49,94 km².

## Historia
El explorador español Juan Francisco de la Bodega y Quadra, la llamó Isla de Apodaca, en 1791, en honor de Sebastián Ruiz de Apodaca y José María Narváez, la integró al Territorio de Nutca, gobernado desde México. Fue rebautizada en 1795 como Bowen Island, en honor de James Bowen, por George Vancouver.
En 1999 obtuvo la categoría de municipio.